# Leucochloron limae
Leucochloron limae är en ärtväxtart som beskrevs av Rupert Charles Barneby och James Walter Grimes. Leucochloron limae ingår i släktet Leucochloron och familjen ärtväxter. Inga underarter finns listade i Catalogue of Life.